# نمای داخلی با زنی جوان از پشت
نمای داخلی با زنی جوان از پشت (به انگلیسی: Interior with Young Woman Seen from the Back) یک نقاشی رنگ روغن روی بوم مربوط به حدود سال‌های ۱۹۰۳–۱۹۰۴ اثر هنرمند دانمارکی ویلهلم هامرشوی است. این نقاشی اکنون در موزه هنر راندرز نگهداری می‌شود. این نقاشی از پالت رنگی خاکستری-آبی ملایم، ترکیب‌بندی بی‌نقص و توجه دقیق به بازی نور که از ویژگی‌های آثار هامرشوی است، استفاده می‌کند.